# آسیاب بادی بزرگ (پروانه)
پروانه آسیاب بادی بزرگ (نام علمی: Atrophaneura dasarada) از گونه پروانه‌هایی است که در سال ۱۸۵۷ میلادی توصیف علمی شدند. این پروانه متعلق به سرده سرخ‌تنان است. نپال، بوتان، میانمار، شمال هند و جنوب‌شرقی چین زیستگاه این گونه پروانه‌است.

## نگارخانه

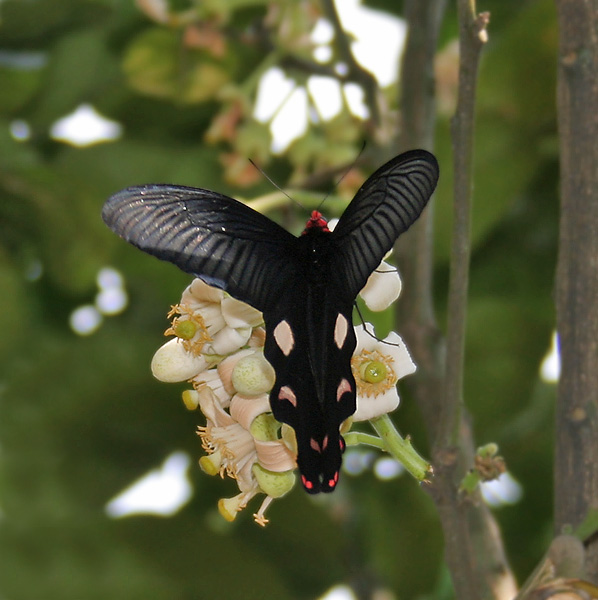
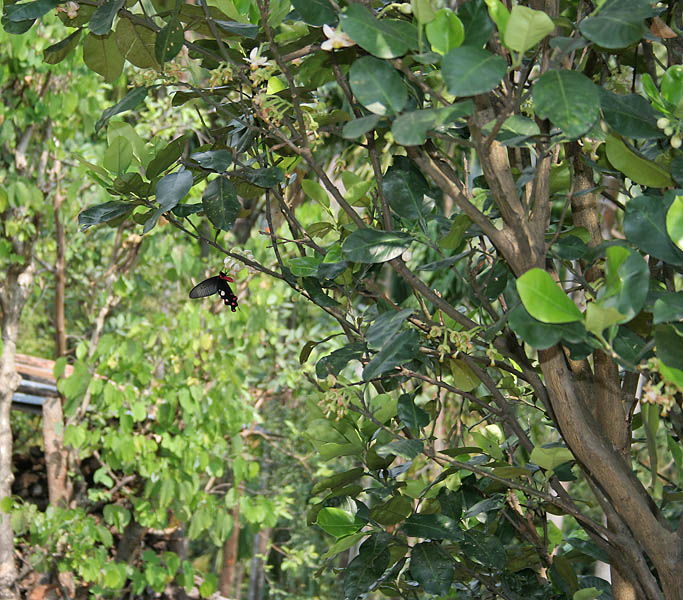